# Platynaspis nigra
Platynaspis nigra är en skalbaggsart som först beskrevs av Julius Weise 1879.  Platynaspis nigra ingår i släktet Platynaspis och familjen nyckelpigor. Inga underarter finns listade i Catalogue of Life.